# Старий Ґонівільк
Старий Ґонівільк (пол. Stary Goniwilk) — село в Польщі, у гміні Желехув Ґарволінського повіту Мазовецького воєводства.
Населення — 236 осіб (2011).

## Демографія
Демографічна структура станом на 31 березня 2011 року:
|          | Загалом | Допрацездатний вік | Працездатний вік | Постпрацездатний вік |
| -------- | ------- | ------------------ | ---------------- | -------------------- |
| Чоловіки | 116     | 22                 | 82               | 12                   |
| Жінки    | 120     | 31                 | 60               | 29                   |
| Разом    | 236     | 53                 | 142              | 41                   |